# Karel Miry
Karel Miry (ur. 14 sierpnia 1823 w Gandawie, zm. 3 października 1899 tamże) – belgijski kompozytor.

## Życiorys
Studiował w konserwatorium w Gandawie u Jeana Andriesa (skrzypce) i Martina-Josepha Mengala (kompozycja), był też uczniem François-Auguste’a Gevaerta w konserwatorium w Brukseli. Od 1857 roku był wykładowcą harmonii i kontrapunktu w konserwatorium w Gandawie, a od 1871 roku zastępcą dyrektora tej uczelni. W 1875 roku został inspektorem miejskich szkół muzycznych w Gandawie.
Rozgłos przyniosła mu napisana w 1845 roku pieśń De Vlaamse Leeuw do tekstu Hippolieta Van Peenego, która stała się oficjalnym hymnem Flandrii. Skomponował 4 symfonie oraz szereg dzieł kameralnych i wokalnych. Był też autorem oper i operetek do tekstów w językach flamandzkim i francuskim, m.in. Bouchard d’Avesnes (wyst. Gandawa 1864).
Był odznaczony belgijskimi krzyżami kawalerskim i oficerskim Orderu Leopolda, a także złotym medalem Odznaki Obywatelskiej.

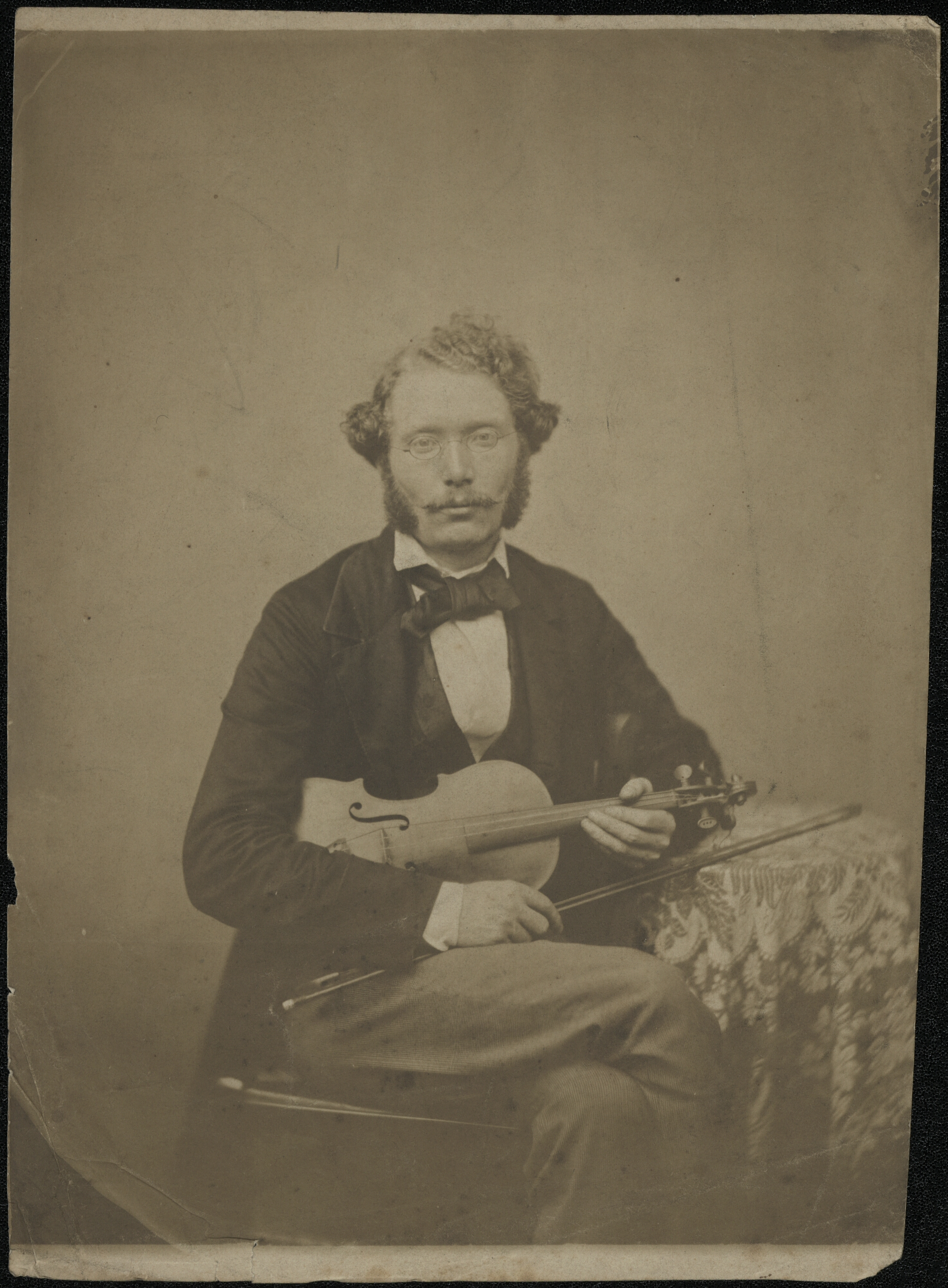
Miry ze skrzypcami
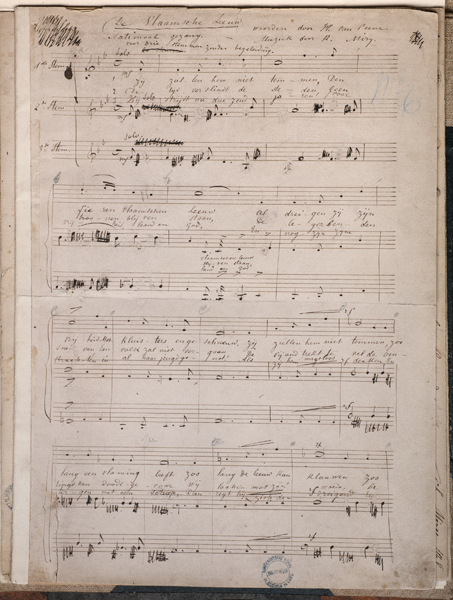
Partytura z oficjalnym hymnem Flandrii
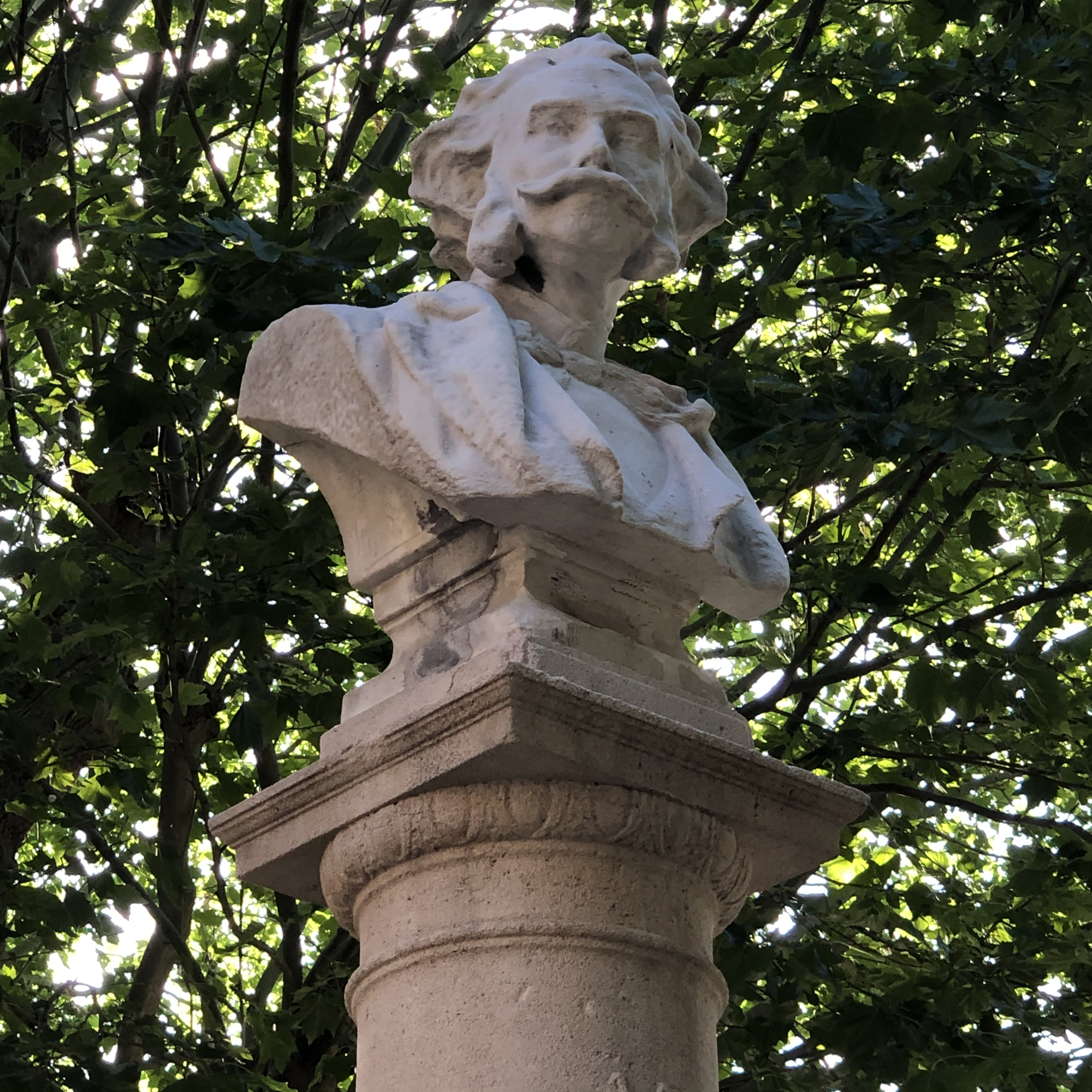
Popiersie kompozytora w Gandawie